# Bangladesh aux Jeux olympiques d'été de 2016
Le Bangladesh participe aux Jeux olympiques d'été de 2016 à Rio de Janeiro, au Brésil. Il s'agit de sa 9e participation aux Jeux olympiques d'été.

## Athlétisme

### Homme

#### Course
| Athlètes     | Compétitions | Tour préliminaire | Tour préliminaire | Série   | Série   | Demi-finales | Demi-finales | Finale  | Finale  |
| Athlètes     | Compétitions | Temps             | Rang              | Temps   | Rang    | Temps        | Rang         | Temps   | Rang    |
| ------------ | ------------ | ----------------- | ----------------- | ------- | ------- | ------------ | ------------ | ------- | ------- |
| Masbah Ahmed | 100 mètres   | 11 s 34           | 4e                | Éliminé | Éliminé | Éliminé      | Éliminé      | Éliminé | Éliminé |

### Femme

#### Course
| Athlètes     | Compétitions | Tour préliminaire | Tour préliminaire | Série    | Série    | Demi-finales | Demi-finales | Finale   | Finale   |
| Athlètes     | Compétitions | Temps             | Rang              | Temps    | Rang     | Temps        | Rang         | Temps    | Rang     |
| ------------ | ------------ | ----------------- | ----------------- | -------- | -------- | ------------ | ------------ | -------- | -------- |
| Shirin Akter | 100 mètres   | 12 s 99           | 5e                | Éliminée | Éliminée | Éliminée     | Éliminée     | Éliminée | Éliminée |

## Tir à l'arc
| Athlète     | Compétition | Tour préliminaire | Tour préliminaire | 1er tour                          | 2e tour          | 3e tour          | Quarts de finale | Demi-finales     | Match pour la médaille de bronze | Match pour la médaille de bronze | Finale           | Finale |
| Athlète     | Compétition | Score             | Rang              | Adversaire Score                  | Adversaire Score | Adversaire Score | Adversaire Score | Adversaire Score | Adversaire Score                 | Rang                             | Adversaire Score | Rang   |
| ----------- | ----------- | ----------------- | ----------------- | --------------------------------- | ---------------- | ---------------- | ---------------- | ---------------- | -------------------------------- | -------------------------------- | ---------------- | ------ |
| Shamoli Ray | Individuel  | 600               | 53e               | Battue par Gabriela Bayardo 0 - 6 | non qualifiée    | non qualifiée    | non qualifiée    | non qualifiée    | non qualifiée                    | non qualifiée                    | non qualifiée    | 33e    |